# Польский поход Владимира Святославича
Поход Владимира на Польшу — поход великого князя киевского Владимира Святославича на Червенские города Забужской Руси, принадлежавшие Польскому княжеству в первой половине 980-х годов, закончившийся победой русского князя Владимира и присоединением части Галиции к Руси. 
Поход Владимира Святославича являлся первым столкновением Руси и Польши в череде их многовекового соперничества за эти земли. По мнению историка Н. Н. Ильина, в результате походов русичей 981 и 992 годов на самом деле произошло завоевание племенных центров независимых на тот момент как от Руси, так и от Польши племён дулебов и белых хорватов.

## Сведения о походе
Согласно основному источнику по истории Древней Руси — «Повести временных лет», — поход князя Владимира состоялся в 981 году. Летопись достаточно кратко упоминает об этом походе:
«Иде Володимер к ляхомъ и зая грады ихъ: Перемышль, Червенъ и ины городы, иже суть до сего дне подъ Русью».

Российский историк А. Е. Пресняков связывал поход на Польское княжество с походом Владимира на восточнославянское племя белых хорватов, живших в окрестностях Карпат, на территории Галиции. «Повесть временных лет» упоминает этот поход под 992 годом:
«В лето 6500. Иде Володимир на Хорваты».

Польский историк XV века Ян Длугош в своём труде «История Польши» подробнее останавливается на войне Руси и Польши, указывая поход киевского князя под 985 годом:
Закончив дела с языческим богослужением, князь Руси Владимир обращается к оружию и для начала объявляет войну князю Польши Мечиславу и полякам, которая шла с переменным успехом, принося победы то полякам, то русским. Князь Руси завоёвывает польские крепости, а именно Перемышль, Червен и прочие, а завоевав, занимает, и, снабдив крепким воинским гарнизоном, подчиняет и присоединяет их к своей русской власти. Затем идёт против радимичей, которые тоже происходят от поляков, и, победив, налагает дань.

Длугош солидарен с автором «Повести временных лет», который называет радимичей «рода ляхов», однако летопись помещает поход Владимира на радимичей на 984 год:
В лето 6492. Иде Володимер на радимичи. Бе у него воевода Волчий Хвост, и посла и́ Володимер перед собою, Волчья Хвоста; срете радимичи на реце Пищане, и победи радимиче Волчий Хвост. Темь и Русь корятся радимичем, глаголюще; «Пищаньци волчья хвоста бегають». Быша же радимичи от рода ляхов; прешедше ту ся вселиша, и платять дань Руси, повоз везуть и до сего дне.

Российский историк XVIII века Василий Татищев в своём фундаментальном труде «История Российская» под 981 годом, так же как и ПВЛ, сообщает о войне с Польшей и завоевании Червенских городов. Под 990-м годом Татищев помещает сообщение о походе Владимира в Польшу и победе над Мешко, отсутствующее в ПВЛ:
6498 (990). … Владимир за многие противности польского князя Мечислава, собрав войска, на него пошел. И, найдя его за Вислою, победил так, что едва не все войско и с воеводами побил или в плен взял, и сам Мечислав едва в Краков ушел и, прислав послов с великими дарами, просил о мире. И Владимир, учинив мир, возвратился в Киев.

Под 993 годом Татищев упоминает сообщение о походе на хорватов (в ПВЛ 992 год) и «седмиградскую землю»:
6501 (993). Война на Седмиградскую и Хорватскую земли. … Владимир ходил на Седмиградскую и Хорватскую земли, и, многие победы одержав и покорив, возвратился со множеством плена и богатства, и пришел в Киев со славою великою.

Таким образом, если следовать Татищеву, то война Руси и Польши продолжалась с 981 по 993 год. Несмотря на это, под 992 годом, то есть ещё до последнего похода, Татищев помещает запись о послах Польши, Чехии и Венгрии с поздравлениями для Владимира по поводу его крещения:
6500 (992). Владимир Волынский построен. Послы разных государей. Болеслав польский. Стефан венгерский. Удалрик богемский. Владимир ходил ко Днестру со двумя епископами, много людей научая крещением, и построил в земле Червенской град во свое имя Владимир и церковь пресвятой Богородицы создал, оставил тут епископа Степана и возвратился с радостию. Тогда же были у Владимира послы Болеслава польского, Стефана венгерского и Удалрика (Андронника) чешского (197), с любовию и миром поздравляя его с крещением, и дары многие принесли.
Учитывая, что, согласно Татищеву, Владимир-Волынский был построен в 992 году, следует предположение о том, что к 992 году Червенские города уже входили в состав Руси, а поход 993 года (992 года по ПВЛ) был проведён не против поляков, а против племени белых хорватов, восставших против власти князя.
Однако, по мнению ряда историков, к указанному времени говорить о конфликте между Русью и Польшей нельзя, так как нет точных сведений о том, что территории Червенских городов принадлежали Польскому государству. Так, советский историк В. Д. Королюк, специалист по истории отношений Древней Руси и древней Польши, указывал на невозможность русско-польского конфликта в конце X века. Согласно ему, территории, примыкающие к Червенским городам с запада, а именно Малая Польша и Краков, в 980-х не входили в состав Польского государства, а входили в состав Чехии, следовательно, здесь не было общей русско-польской границы. Королюк предполагает, что в 981 году Владимир покорил белых хорватов, а поход 992 года был связан с их восстанием против власти Киева.
По мнению историка Н. Н. Ильина, в результате походов 981 и 992 годов на самом деле произошло завоевание племенных центров независимых на тот момент как от Руси, так и от Польши племён дулебов и белых хорватов.
Историк и крупнейший исследователь летописания А. А. Шахматов считал, что летописная дата похода Владимира — 981 год — основана на вычете 50 лет от 1031 года, в котором состоялся поход князя Ярослава Мудрого на Польшу и отвоёвывание им Червенских городов.

## Итоги
Поход князя Владимира позволил присоединить Червенские города к Древнерусскому государству и покорить одно из последних независимых от Руси восточнославянских племён, а также взять под контроль торговый путь в центральную Европу. После присоединения этих территорий Владимир основывает здесь город, названный его именем, как форпост на западных границах.